# História do Sri Lanka
A história do Sri Lanka está entrelaçada com a história do amplo subcontinente indiano e das regiões circunvizinhas, compreendendo as áreas do Sul e do Sudeste Asiático, e do Oceano Índico. Os primeiros registros humanos encontrados na ilha do Sri Lanka datam de cerca de 35 000 anos atrás (Homo sapiens balangodensis). O período proto-histórico começa aproximadamente no século III, baseado em crônicas como o Mahavamsa, o Dipavamsa e o Culavamsa. Os primeiros documentos de colonização na ilha são encontrados nesses registros. Essas crônicas cobrem o período desde o estabelecimento do Reino de Tambapanni no século VI a.C.. O primeiro governante cingalês do Reino de Anuradhapura, Pandukabhaya, está registrado por volta do século IV a.C.. O budismo foi introduzido no século III a.C. por Arhath Mahinda (filho do imperador indiano Asoca). O primeiro regente tâmil do reino de Anuradhapura, Ellalan, um invasor, é registrado no século II a.C..
A ilha foi dividida em numerosos reinos ao longo dos séculos seguintes, unidos intermitentemente sob o domínio de Chola. O Sri Lanka foi governado por 181 monarcas dos períodos de Anuradhapura a Kandy. A partir do século XVI, algumas áreas costeiras do país também foram controladas pelos portugueses, holandeses e ingleses. Entre 1597 e 1658, uma parte substancial da ilha estava sob domínio Português. Os portugueses perderam suas posses no Ceilão devido à intervenção holandesa na Guerra dos Oitenta Anos. Após as guerras Cândianas, a ilha foi unida sob o domínio britânico em 1815. Revoltas armadas contra os britânicos ocorreram na rebelião de 1818 e na rebelião de 1848 em Matale. A independência foi finalmente concedida em 1948, mas o país permaneceu como Domínio do Império Britânico até 1972.
Em 1972, o Sri Lanka assumiu o status de República. Uma constituição foi introduzida em 1978, que fez do Presidente Executivo o chefe de Estado. A Guerra civil do Sri Lanka começou em 1983, incluindo uma revolta armada da juventude em 1971 e 1987-1989, com a guerra civil de 25 anos terminando em 2009.

## Antiguidade
Os registros mais antigos da história do Sri Lanka datam do século VI a.C. quando o povo cingalês (ou sinhala) migrou para a ilha a partir de Bengala, no subcontinente indiano. Antes da invasão cingalesa, a ilha era ocupada pelo povo hoje conhecido como Vedas, que se acredita serem de origem malaia. Ainda hoje, pessoas de origem Veda vivem no leste da ilha de Ceilão.
A crônica cingalesa de Mahavamsa relata a chegada de Vijaia, o primeiro rei cingalês, em 543 a.C.. Acredita-se que o povo cingalês tenha migrado a partir de algum ponto do norte da Índia: não são povos dravídicos, tais como os povos do vizinho sul da Índia. A língua cingalesa (sinhala) é relacionada ao sânscrito, tal como ocorre com o hindi. O primeiro reino do Sri Lanka tinha sua capital em Anuradhapura. No século III a.C., os cingaleses se converteram ao budismo e a ilha se converteu em um centro de estudos budistas e de trabalho missionário. Isto separou o Sri Lanka da cultura hindu do sul da Índia.
Anuradhapura permaneceu como capital do reino cingalês até o século VIII, quando foi substituída por Polonnaruwa. Os tamis, do sul da Índia, começaram a chegar à ilha no início do século III, e houve seguidas guerras entre cingaleses e os invasores do sul da Índia. Durante boa parte do primeiro milênio, a ilha foi controlada por vários príncipes de origem tâmil.
O período áureo do reino do Sri Lanka ocorreu no século XII, quando o rei cingalês Prakrama Bahu derrotou os tamis, unificou a ilha sob o seu governo, e ainda invadiu a Índia e Birmânia. No século XV a ilha foi atacada pela China, e por 30 anos os reis locais prestaram tributo ao imperador chinês.Miileený Leeaný

## Ocupação europeia
O Sri Lanka era conhecido dos gregos e dos romanos, que o chamavam de Taprobana. Depois da conquista do Oriente Médio pelos árabes, mercadores frequentemente visitavam a ilha, onde criaram uma comunidade no século X.
Os primeiros europeus a visitarem o Sri Lanka foram os portugueses: Dom Lourenço de Almeida chegou à ilha em 1505, e encontrou-a dividida em sete reinos que guerreavam entre si, incapazes de derrotar um invasor. Os portugueses fundaram a cidade de Colombo em 1517, e gradualmente estenderam seu controle pelas áreas costeiras. Em 1592, os cingaleses mudaram sua capital para a cidade interior de Kandy, local mais seguro contra o ataque de invasores. Guerras intermitentes prosseguiram durante o século XVI.
Muitos cingaleses se converteram ao cristianismo, porém a maioria budista odiava os portugueses e apoiaria qualquer um que os enfrentasse. Então, em 1602, quando o capitão holandês Joris Spilberg chegou à ilha, o rei de Kandy pediu-lhe auxílio. Porém, somente em 1638 os holandeses atacaram pela primeira vez, e apenas em 1656 Colombo foi tomada. Por volta de 1660 os holandeses controlavam toda a ilha, exceto o reino de Kandy. Os holandeses perseguiram os católicos enquanto permitiram que os budistas, os hindus e os islâmicos professassem suas religiões. No entanto, cobravam impostos mais pesados que os portugueses.
Como resultado do domínio holandês, mestiços de holandeses e cingaleses, conhecidos como burghers existem até hoje no país. Existem também, ainda hoje, muitas famílias com nomes de família (apelidos) de origem portuguesa.
Durante as Guerras Napoleônicas o Reino Unido da Grã-Bretanha, temendo que o controle da França sobre os Países Baixos fizesse com que o Sri Lanka passasse ao controle francês, ocuparam a ilha (a qual chamavam de Ceilão) com pouca dificuldade, em 1796. Em 1802 a ilha foi formalmente cedida à Grã-Bretanha e tornou-se uma colônia britânica. Em 1815, Kandy foi ocupada, pondo fim à independência do reino do Sri Lanka. Um tratado em 1818 preservou a monarquia de Kandy, porém como dependência britânica.
Os ingleses introduziram o cultivo de chá, café e borracha nas montanhas da ilha. Em meados do século XIX, o Ceilão já trouxera fortuna a uma pequena classe de plantadores de chá. Para trabalhar nas fazendas, os proprietários importaram grande quantidade de trabalhadores tâmeis do sul da Índia, os quais logo chegariam a 10% da população total.

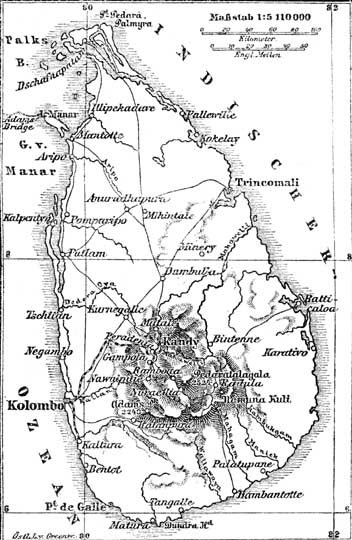
Carta do Ceilão, século XIX

Os britânicos, seguindo sua prática comum de "dividir para governar", favoreciam ora um grupo ora outro para fomentar as rivalidades. Também favoreceram os burghers e também alguns cingaleses de castas mais altas, fomentando divisões e inimizades que sobrevivem desde então. Os burghers receberam um certo grau de auto-governo no início de 1833. Somente em 1909 é que se verificou um certo grau de desenvolvimento constitucional, com uma assembleia parcialmente eleita. O sufrágio universal só foi introduzido em 1931, sob o protesto dos cingaleses, que rejeitavam o direito de voto para os tamis.

## Independência
Os cingaleses assumiram o controle do governo e privilegiaram o uso do idioma cingalês e da religião budista, acima das outras línguas e religiões do país. Logo os tâmeis da ilha quiseram estabelecer um país tâmil independente no nordeste. Nos anos 1980, violentos confrontos aconteceram entre grupos tâmeis e o governo cingalês. Os ataques de terroristas tâmeis tiveram prosseguimento no começo do século XXI.
Os combates entre os rebeldes tâmeis e o governo chegaram ao fim em maio de 2009, quando tropas do governo tomaram o controle da base dos rebeldes e mataram os líderes remanescentes da rebelião.
Em 2004, um tsunami atingiu o Sri Lanka, matando milhares de pessoas.

## Guerra civil
Os Tigres de Liberação do Tamil Eelam buscavan a independência de sua etnia e optaram por conquistar os territórios localizados no Sri Lanka habitados por etnias tâmeis, utilizando as lutas armadas, já que tentaram todas as formas democráticas que conheciam para que a independência destes territórios fossem pacíficas, mas não obtiveram sucesso. 
Os Tigres começaram a luta contra o governo em 1983 e combatem pelos direitos da minoria étnica tâmil por causa dos maus-tratos de sucessivos governos liderados pela maioria de etnia cingalesa desde que o Sri Lanka se tornou independente da Grã-Bretanha.

## Período pós-conflito
As eleições presidenciais foram concluídas em janeiro de 2010. Mahinda Rajapaksa venceu as eleições com 59% dos votos, derrotando o general Sarath Fonseka, que era o candidato da oposição unida. Fonseka foi posteriormente preso e condenado pela corte marcial.
Em janeiro de 2015 as eleições presidenciais Mahinda Rajapaksa foi derrotado pelo candidato comum da oposição, Maithripala Sirisena, e a tentativa de retorno de Rajapaksa foi frustrada nas eleições parlamentares do mesmo ano por Ranil Wickremesinghe. Isso resultou em um governo de unidade entre o UNP e o SLFP.

## Ataques do Domingo de Páscoa
Em 21 de abril de 2019, domingo de Páscoa, três igrejas no Sri Lanka e três hotéis de luxo na capital comercial, Colombo, foram alvo de uma série de atentados suicidas terroristas islâmicos coordenados. Um total de 267 pessoas foram mortas, incluindo pelo menos 45 estrangeiros, três policiais e oito homens-bomba, e pelo menos 500 ficaram feridos. Todos os oito homens-bomba nos ataques eram cidadãos do Sri Lanka associados ao National Thowheeth Jama'ath, um grupo militante islâmico local com suspeitas de ligações estrangeiras, anteriormente conhecido por ataques contra budistas e sufis.

## Irmãos Rajapaksa no poder
O presidente do Sri Lanka, Maithripala Sirisena, decidiu não buscar a reeleição em 2019. Na eleição presidencial de novembro de 2019, o ex-chefe de defesa em tempo de guerra, Gotabaya Rajapaksa, foi eleito o novo presidente do Sri Lanka. Ele era o candidato do SLPP, o partido nacionalista cingalês-budista, e irmão do ex-presidente Mahinda Rajapaksa. Nas eleições parlamentares de agosto de 2020, o partido, liderado pelos irmãos Rajapaksa, obteve uma vitória esmagadora. Mahinda Rajapaksa, ex-presidente do Sri Lanka e irmão do atual presidente, tornou-se o novo primeiro-ministro do Sri Lanka.
Desde 2010, o Sri Lanka testemunhou um aumento acentuado da dívida externa. O início da recessão global induzida pela pandemia do COVID-19 acelerou a crise e, em 2021, a dívida externa subiu para 101% do PIB do país, causando uma crise econômica. Em março de 2022, foram relatados vários protestos espontâneos ou organizados de partidos políticos e grupos não partidários sobre a má condução da economia pelo governo. Em 31 de março, um grande grupo se reuniu em torno da residência de Gotabaya Rajapaksa para protestar contra os cortes de energia que chegavam a mais de 12 horas por dia. Inicialmente foi um protesto pacífico espontâneo, até que a polícia atacou os manifestantes com gás lacrimogêneo e canhões de água, e os manifestantes incendiaram um ônibus que transportava tropas de controle de distúrbios. O governo declarou toque de recolher em Colombo.